# Aporum teloense
Aporum teloense é uma espécie de orquídea epífita de hábito pendente e flores pequenas, que habita Tanahmasa, em Sumatra.